# Baca (kommun)
Baca är en kommun i Mexiko.   Den ligger i delstaten Yucatán, i den östra delen av landet, 1 000 km öster om huvudstaden Mexico City. Antalet invånare är 5 701. Arean är 119 kvadratkilometer. Centralorten i kommunen är Baca.